# Boufałowo
Boufałowo (biał. Бухалава; ros. Бухалово) – wieś na Białorusi, w obwodzie witebskim, w rejonie miorskim, w sielsowiecie Zaucie.

## Historia
W czasach zaborów wieś i zaścianek w gminie Mikołajewo, w powiecie dzisieńskim, w guberni wileńskiej Imperium Rosyjskiego. Pod koniec XIX wieku wieś należała do dóbr Kopciowo, a zaścianek do dóbr Petrykowo.
W latach 1921–1945 wieś Boufałowo I i II oraz kolonia leżały w Polsce, w województwie wileńskim, w powiecie dziśnieńskim w gminie Mikołajów.
Według Powszechnego Spisu Ludności z 1921 roku zamieszkiwało tu 79 osób, 18 było wyznania rzymskokatolickiego a 61 prawosławnego. Jednocześnie 7 mieszkańców zadeklarowało polską a 72 białoruską przynależność narodową. Było tu 11 budynków mieszkalnych. 
W 1931:
- Boufałowo I – w 6 domach zamieszkiwało 42 osoby
- Boufałowo II  – w 4 domach zamieszkiwało 37 osób[3].
- kolonię Boufałowo – w 1 domu zamieszkiwało 5 osób[3].

Wierni należeli do parafii prawosławnej w Dziśnie i rzymskokatolickiej w Mikołajowie Dziśnieńskim. Miejscowość podlegała pod Sąd Grodzki w Dziśnie i Okręgowy w Wilnie; właściwy urząd pocztowy mieścił się w Dziśnie.
W wyniku napaści ZSRR na Polskę we wrześniu 1939 miejscowość znalazła się pod okupacją sowiecką. 2 listopada została włączona do Białoruskiej SRR. Od czerwca 1941 roku pod okupacją niemiecką. W 1944 miejscowość została ponownie zajęta przez wojska sowieckie i włączona do Białoruskiej SRR.
Od 1991 w składzie niepodległej Białorusi.